# 行政調査
行政調査（ぎょうせいちょうさ） とは、行政機関が行政目的で行う調査をいう。広義の行政調査には、申請、届出による情報収集や私人の権利利益の保護のために行われる行政手続（聴聞、弁明の機会の付与等）も含まれるとされる。
相手方の意思に反しない任意調査の場合は法律の明文の根拠は不要とされているが、強制調査では必要とされる。任意調査か強制調査かに限らず、可能な限り調査を受ける側の負担とならない方法で行われる必要がある。

## 行政調査の例
行政調査の例として、公正取引委員会の審査、証券取引等監視委員会の調査、税務署の税務調査、警察官による所持品検査などがあげられる。
- 質問
- 出頭命令・資料提出命令
- 立入検査・臨検
- 調査の嘱託・報告の徴収
- 公害の状況の常時監視

## 行政調査の種類

### 強制調査
相手方に義務を課し、または相手方の抵抗を排しても行うことができる行政調査を言う。法律の根拠が必要である（侵害留保の原則）。国税犯則取締法2条、出入国管理法31条、国税徴収法142条、警察官職務執行法6条1項。

### 間接強制を伴う調査
罰則によって、事実上担保された調査を言う。罪刑法定主義から法律の根拠を必要とする。所得税法234条1項、食品衛生法17条1項、消防法4条・16条の5、建築基準法12条4項。

### 任意調査
相手方の任意の協力のもとに行われる行政調査を言う。法律の根拠は不要である。

## 犯則調査
独占禁止法（カルテル、入札談合、私的独占等）、金融商品取引法（インサイダー取引、相場操縦等）、国税犯則取締法（脱税）を調査するため必要があるときには、裁判官の発する許可状により、臨検、捜索又は差押えを行うことができるとされており、この権限を「犯則調査権限」という。

## 判例
- 「川崎民商事件」[2]
税務調査における適正手続が問題となった。
所得税の公平確実な賦課徴収のために必要な資料を収集することを目的とする手続があらかじめ裁判官の発する令状によることをその一般的要件としないからといって、憲法35条の法意に反するものではない。
憲法38条1項による保障は、純然たる刑事手続以外においても、実質上、刑事責任追及のための資料の取得収集に直接結びつく作用を一般的に有する手続にはひとしく及ぶ。
所得税法に規定する質問、検査は、憲法38条1項にいう「自己に不利益な供述」の「強要」にあたらない。
- 「荒川民商事件」[3]
税務調査に関して、「社会通念上相当な限度にとどまるかぎり、権限ある税務職員の合理的な選択に委ねられている」から、「実施の日時場所の事前通知、調査の理由および必要性の個別的具体的な告知」は不要である。
- 最高裁判所第一小法廷判決昭和53年9月7日[4]
所持品検査について、「明示又は黙示の承諾が」なく、「所持品検査が許容される特別の事情も認められない」場合、「警察官職務執行法2条1項に基づく正当な職務とはいいがたく、右所持品検査に引き続いて行われた本件証拠物の差し押さえは違法である。」
「押収手続きに違法があるとして直ちにその証拠能力を否定することは、事実の真相究明に資するゆえんではなく、相当ではない」ところ、「憲法35条及びこれを受けた刑訴法218条1項等の所期する令状主義の精神を没却するような重大な違法があり、これを証拠として許容することが、将来における違法な捜査の抑制の見地からして相当ではない場合においては、その証拠能力は否定される」。
- 「自動車一斉検問事件」[5]
警察官が、交通取締の一環として、交通違反の多発する地域等の適当な場所において、交通違反の予防、検挙のため、同所を通過する自動車に対して走行の外観上の不審な点の有無にかかわりなく短時分の停止を求めて、運転者などに対し必要な事項についての質問などをすることは、それが相手方の任意の協力を求める形で行われ、自動車の利用者の自由を不当に制約することにならない方法、態様で行われる限り、適法である。
- 最高裁判所第二小法廷決定平成16年1月20日[6]
法人税法「に規定する質問又は検査の権限は、犯罪の証拠資料を取得し、保全するためなど、犯則事件の調査あるいは捜査のための手段として行使することは許されない」。
「質問又は検査の権限の行使に当たって、取得収集される証拠資料がのちに犯則事件の証拠として利用されることが想定できたとしても、そのことによって直ちに、上記質問又は検査の権限が犯則事件の調査あるいは捜査のための手段として行使されたことにならない」